# Vojenský prostor Ralsko

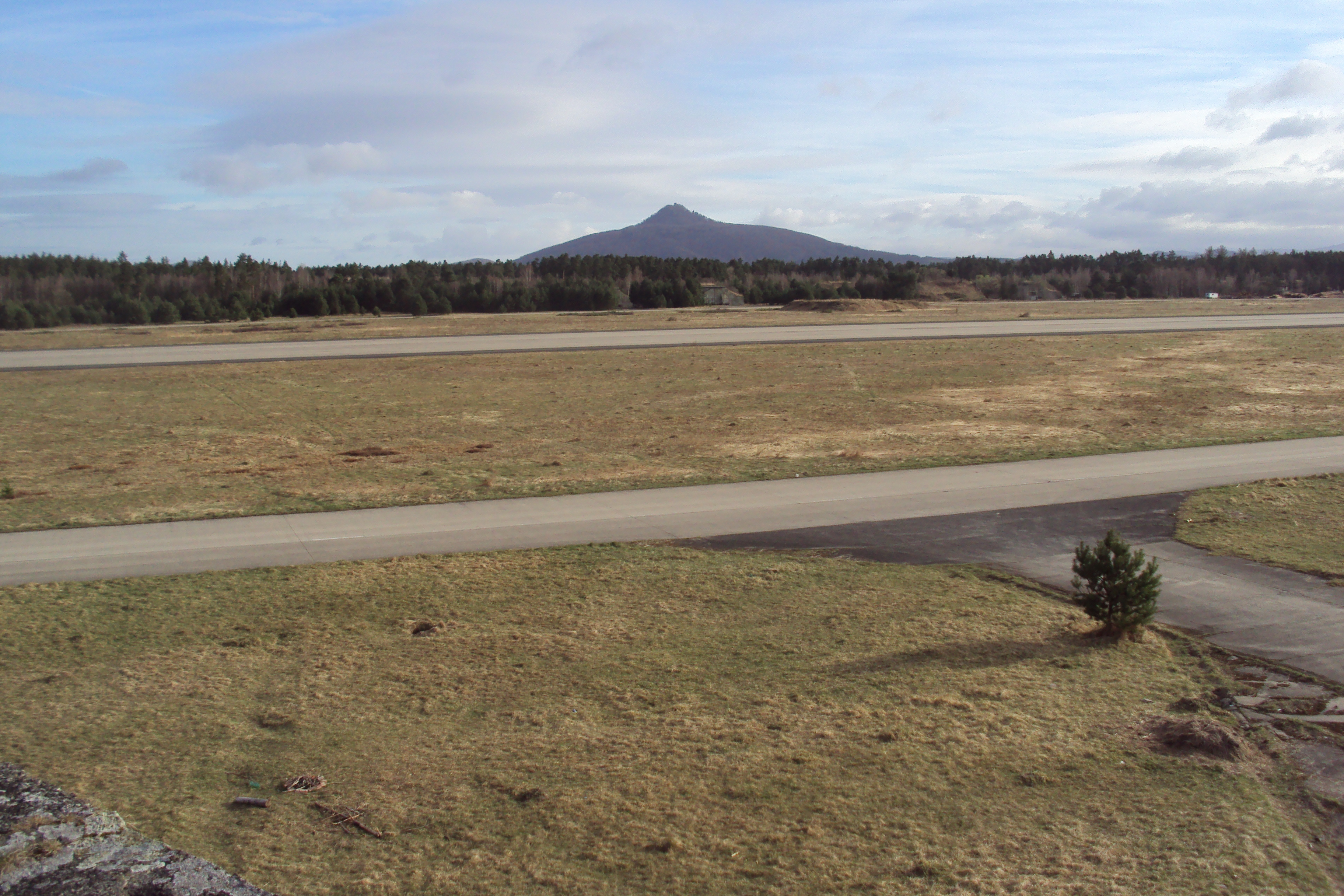
Letiště Hradčany, na obzoru vrch Ralsko

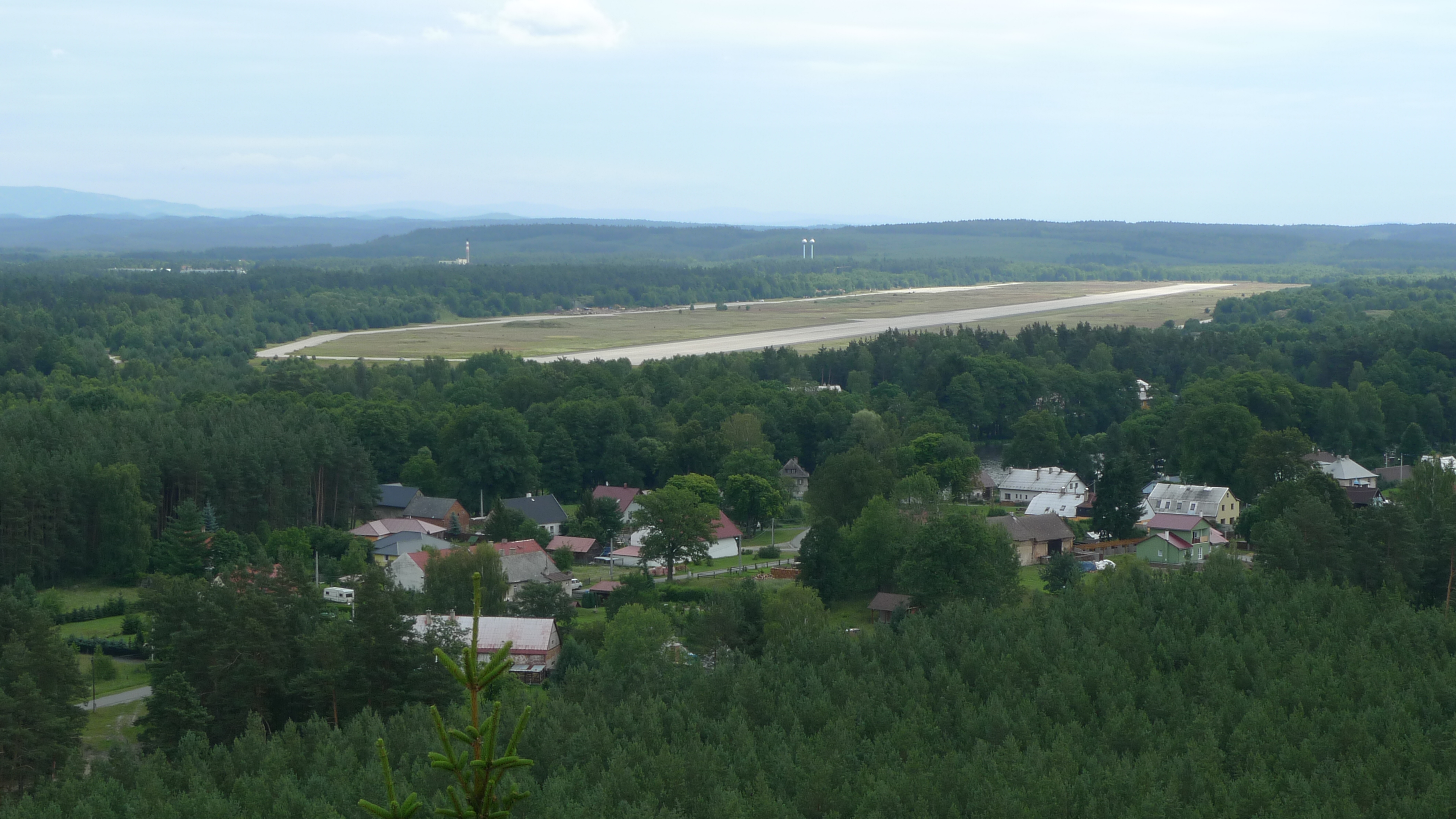
Letiště Hradčany, pohled z Hradčanské vyhlídky

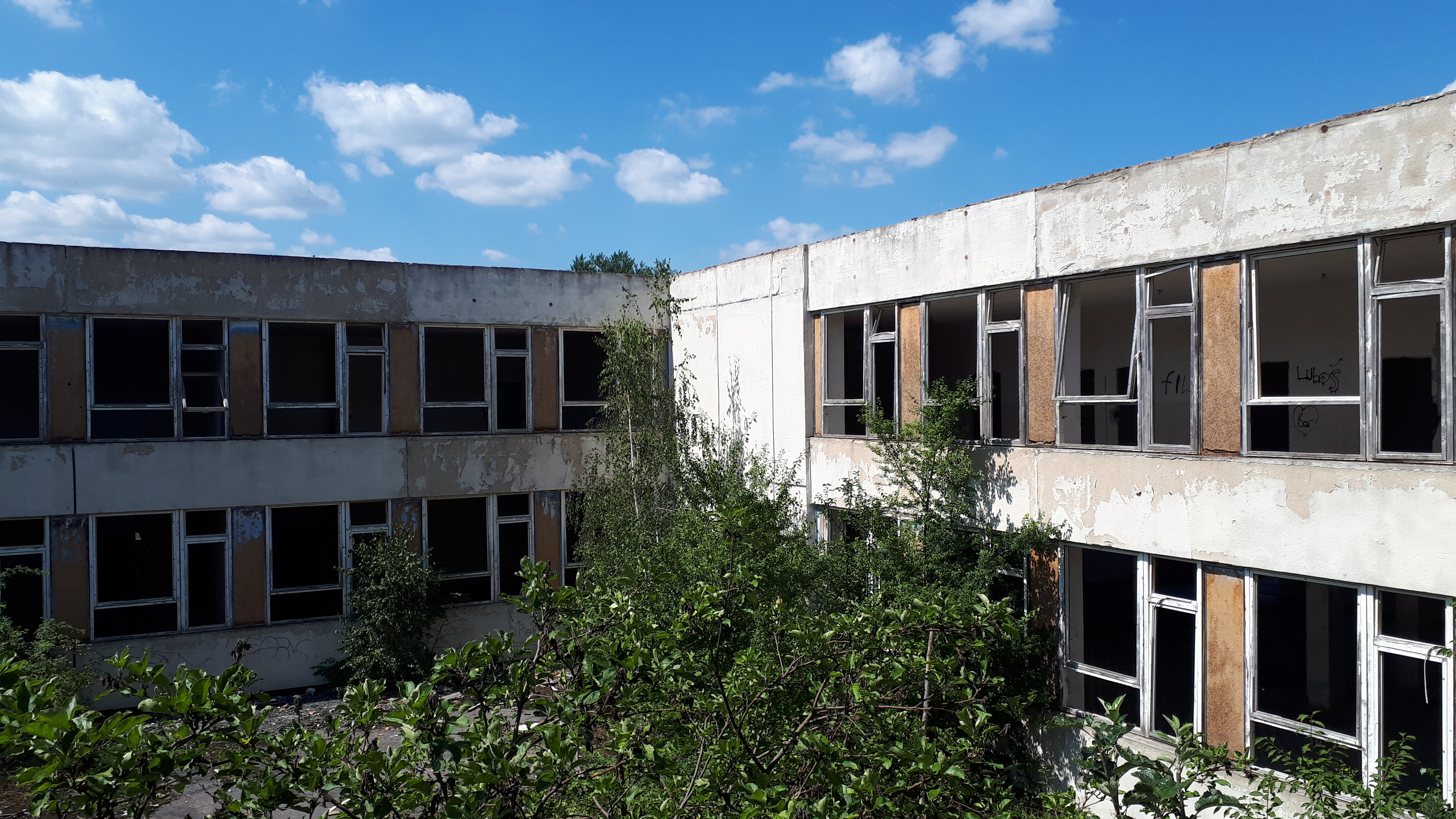
Velká opuštěná škola ve vojenském prostoru Ralsko

Bývalý vojenský výcvikový prostor Ralsko se nalézá v Libereckém kraji a malou částí též Středočeském kraji, přibližně mezi městy Doksy, Zákupy, Mimoň, Stráž pod Ralskem, Mnichovo Hradiště a Bělá pod Bezdězem. Východním okrajem se přibližně shoduje s geomorfologickým celkem Ralská pahorkatina. Jeho rozloha činila 250 km².
Využívala jej československá armáda a v letech 1968 až 1991 též sovětská vojska. V prostoru jsou zajímavé pozůstatky původního osídlení, vojenské objekty i přírodní poměry. V roce 2013 projevila česká armáda zájem zde obnovit střelnici.
Na území bývalého vojenského prostoru se nachází Geopark Ralsko, kterému byl v roce 2016 přiznán titul "národní geopark".

## Historie

### Do roku 1945

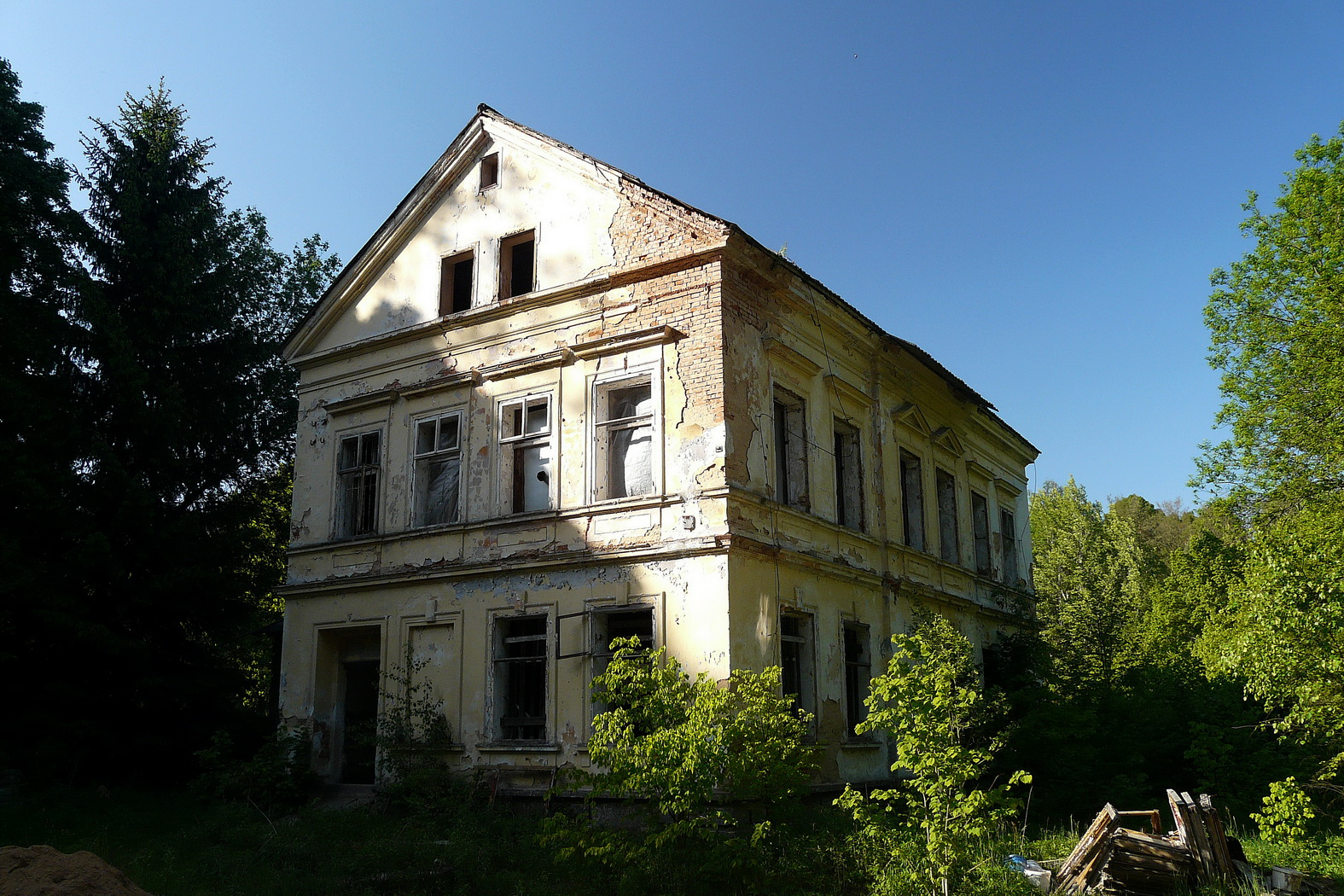
Bývalá německá škola v Jablonečku

Již za Rakouska v době císaře Josefa II zde bylo vojenské cvičiště.
Území bylo až do první poloviny 20. století poměrně řídce osídleno. Nacházela se zde sídla (město, obce, osady, samoty) s převážně sudetoněmeckým obyvatelstvem. Historická sídla (po úroveň osad) na území vojenského prostoru uvádí následující tabulka, a to včetně správního členění:
| Správní členění sídel – k roku 1930 | Správní členění sídel – k roku 1930             | Správní členění sídel – k roku 1930 | – k roku 2011     | – k roku 2011  |
| Okres                               | Obec (německý název)                            | Osada (německý název)               | Obec              | Okres          |
| Česká Lípa                          | Boreček (Haidedörfel)                           |                                     | Ralsko            | Česká Lípa     |
| Česká Lípa                          | Černá Novina (Schwarzwald) †                    | Dolní Novina (Böhm. Neuland) †      | Ralsko            | Česká Lípa     |
| Česká Lípa                          | Holičky (Hultschken) †                          |                                     | Ralsko            | Česká Lípa     |
| Česká Lípa                          | Horní Krupá (Ober Krupai) →                     |                                     | Ralsko            | Česká Lípa     |
| Česká Lípa                          | Hradčany (Kummer)                               |                                     | Ralsko            | Česká Lípa     |
| Česká Lípa                          | Hvězdov (Höflitz)                               |                                     | Ralsko            | Česká Lípa     |
| Česká Lípa                          | Jablonec (Gablonz) †                            | Chlum (Chlum) †                     | Ralsko            | Česká Lípa     |
| Česká Lípa                          | Jablonec (Gablonz) †                            | Prosíčka (Prositschka) †            | Ralsko            | Česká Lípa     |
| Česká Lípa                          | Jezová (Jezowai) †                              |                                     | Ralsko            | Česká Lípa     |
| Česká Lípa                          | Křída (Kridai) †                                |                                     | Ralsko            | Česká Lípa     |
| Česká Lípa                          | Kuřívody (Hühnerwasser)                         | Strážov (Strassdorf) †              | Ralsko            | Česká Lípa     |
| Česká Lípa                          | Náhlov (Nahlau)                                 |                                     | Ralsko            | Česká Lípa     |
| Česká Lípa                          | Okna (Woken) †                                  | Dolní Okna (Heide) †                | Ralsko            | Česká Lípa     |
| Česká Lípa                          | Okna (Woken) †                                  | Kracmanov (Kratzdorf) †             | Ralsko            | Česká Lípa     |
| Česká Lípa                          | Olšina (Wolschen) †                             |                                     | Ralsko            | Česká Lípa     |
| Česká Lípa                          | Palohlavy (Halbehaupt) †                        | Zábělce (Sabelce) †                 | Ralsko            | Česká Lípa     |
| Česká Lípa                          | Ploužnice (Plauschnitz)                         |                                     | Ralsko            | Česká Lípa     |
| Česká Lípa                          | Proseč (Proschwitz) †                           | Kostřice (Kosterzitz) †             | Ralsko            | Česká Lípa     |
| Česká Lípa                          | Svébořice (Schwabitz) †                         |                                     | Ralsko            | Česká Lípa     |
| Česká Lípa                          | Židlov (Schiedel) †                             |                                     | Ralsko            | Česká Lípa     |
| Mnichovo Hradiště                   | Bělá pod Bezdězem                               | Vazačka (Wassatschka) †             | Bělá pod Bezdězem | Mladá Boleslav |
| Mnichovo Hradiště                   | Vrchbělá (Neudorf)                              | Nová Hospoda (Neuschänke) †         | Bělá pod Bezdězem | Mladá Boleslav |
|                                     | legenda: † zaniklé, → přesunuté, ABC mimo území |                                     |                   |                |

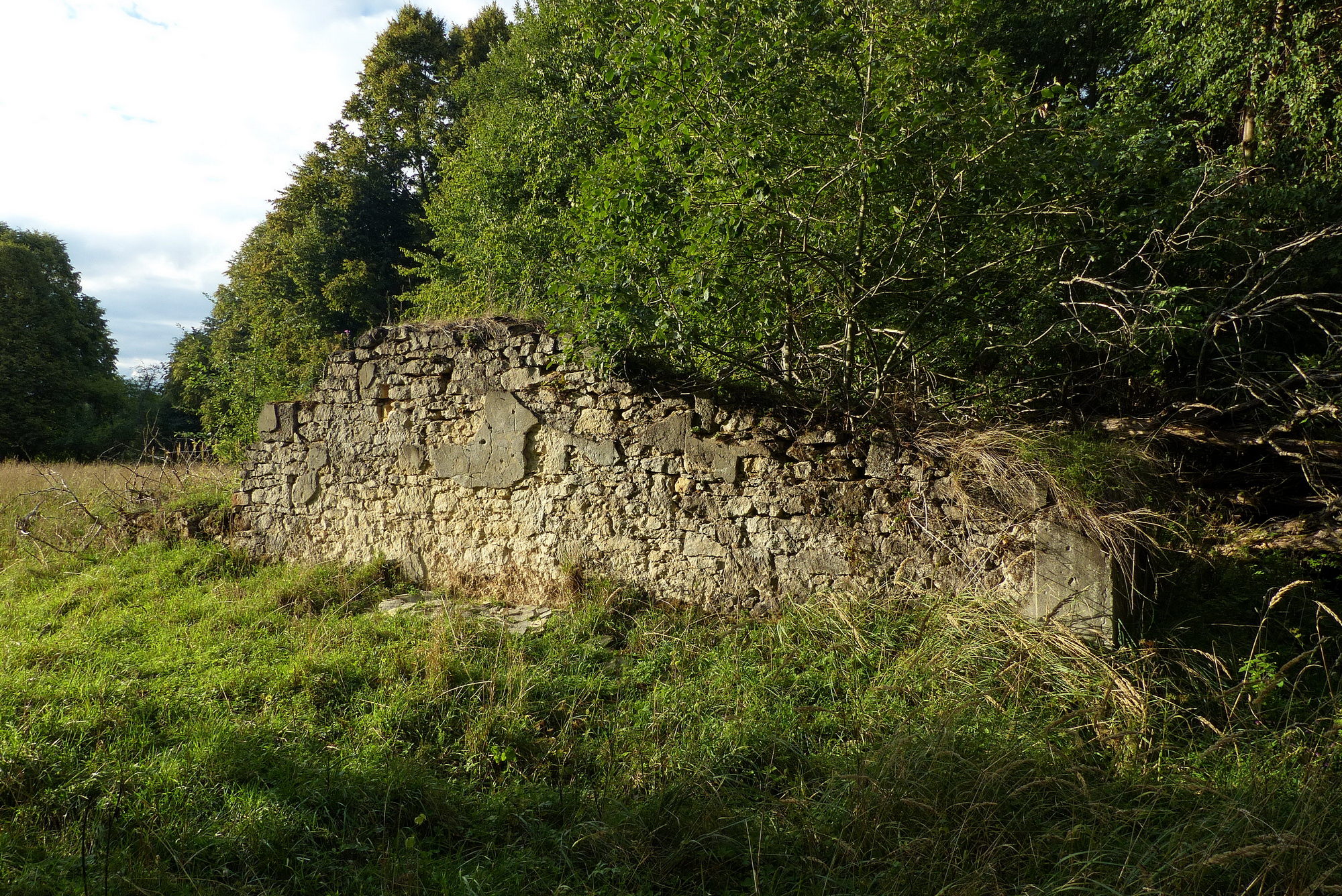
Trosky domu v Palohlavech

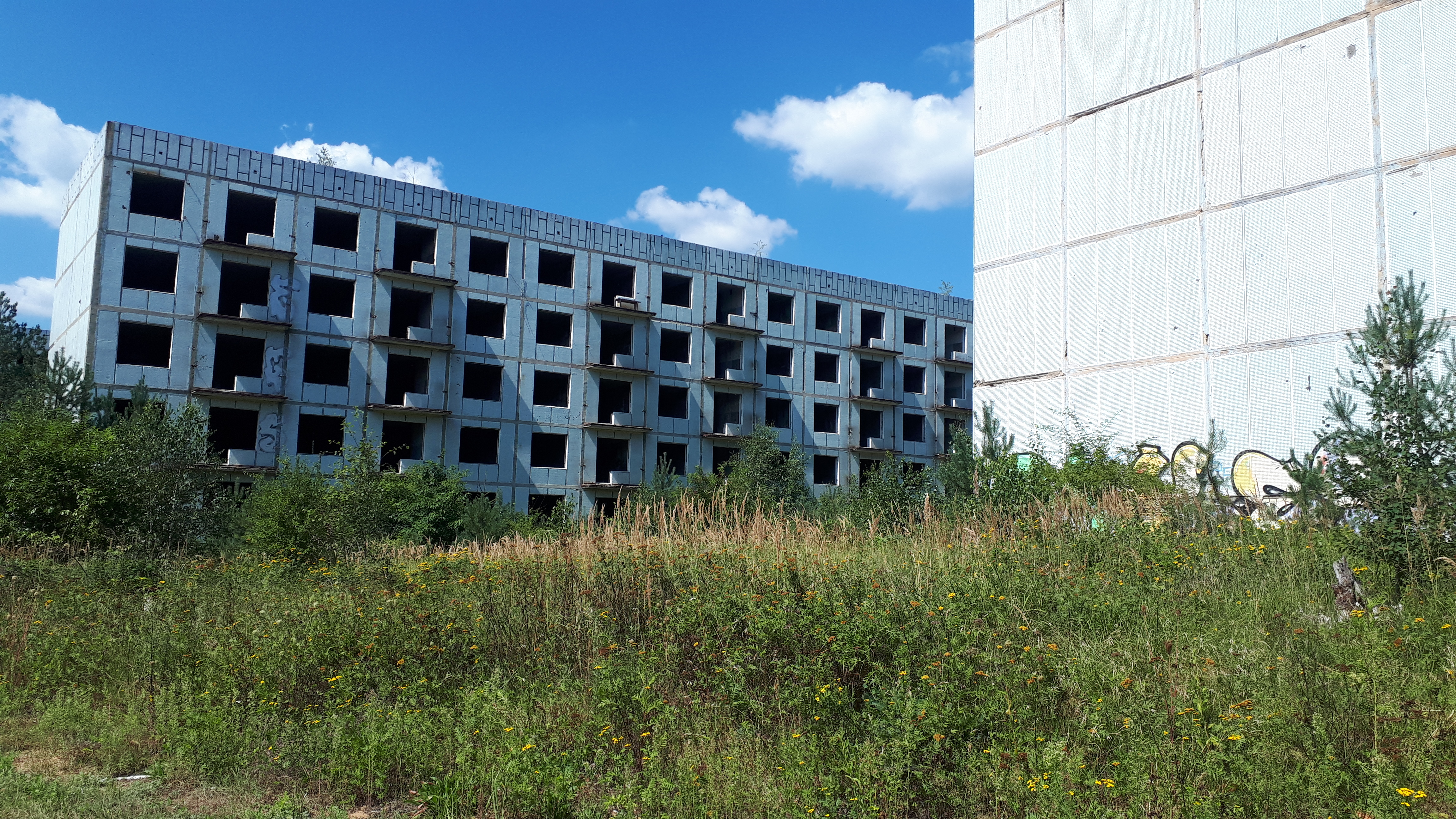
Opuštěné panelové domy ve vojenském prostoru Ralsko

Po Mnichovu 1938 bylo území součástí německého záboru (Sudety). Část prostoru mezi Novým dvorem a Mimoní získal v letech 1942 - 3 Wehrmacht, resp. Afrikakorps, který na písčitých polích cvičil střelce panzerfaustu a panzerschrecku. Důkazem jsou nálezy zbraní a munice při částečné asanaci (tj. vyhledání a ničení munic a vojenského materiálu) Ralska. V dubnu 1945 vybudovali ženisté dvě letiště u Hradčan a mezi Hvězdovem a Mimoní. K přesunu všech částí Schlachtgeschwader 2. pod Luftflotte 6. na Kummerské letiště na severu Čech, resp. Sudet, se mělo podle rozkazu uskutečnit kolem 28. března 1945. Avšak na konci války mělo Německo již velký nedostatek ženistů, kteří měli připravit v lokalitě u Mimoně na přirozeně rovných lukách dvě základní přistávací plochy. Jedna z nich byla na východ od tehdejšího Kummer See, (hradčanský rybník) druhá východně od Mimoně ve směru na Hvězdov na travnaté pasece uprostřed lesního porostu. Teprve 1. dubna přijela na tato místa ženijní vojska s několika desítkami zajatců na povozech a započala s úpravou. Přesně o Velikonocích se sletěly zbytky Schlachtgeschwader 2. V jejích řadách se od bojů v Řecku roku 1941 až do 31. července 1944 nacházel nejvýše vyznamenávaný voják Třetí říše a pozdější plukovník Hans-Ulrich Rudel. Letiště bylo poškozeno americkými i sovětskými nálety. Po odletu pilotů do Kitzingenu zůstalo na letišti Kummer podle soupisky materiálu II. odboru MNO ze dne 15. května 1945 celkem 4 kusy dvoumístných pozorovacích letadel a dalších 30 kusů označených jen jako lehký bombardovací stroj. Šest letadel bylo zničeno úmyslně založeným požárem. Bylo nalezeno 18 leteckých motorů. Velké množství leteckých pum různých velikostí velký počet skříňových pum s 30 malými pumami. Na letišti Hvězdov stálo celkem 8 stíhaček, které po provedení opravy byla schopné letu a jeden bombardér se dvěma torpédy. Skladiště bylo plné munice 145 pum do hmotnosti 70 kg, 90 pum nad 70 kg a cca 100 kusů skříňových pum s 24 malými pumami. Větší počet nábojů do palubních děl a mnoho dalšího leteckého a výzbrojního materiálu.
Tak skončilo první období letiště Kummer am See a vzhledem ke skutečnosti, že vznikal v roce 1947 vojenský prostor pod názvem „Vojenský výcvikový tábor Bezděz“ později přejmenován na „Vojenský újezd Ralsko“ byla plocha u Kummru navržena jako letiště.

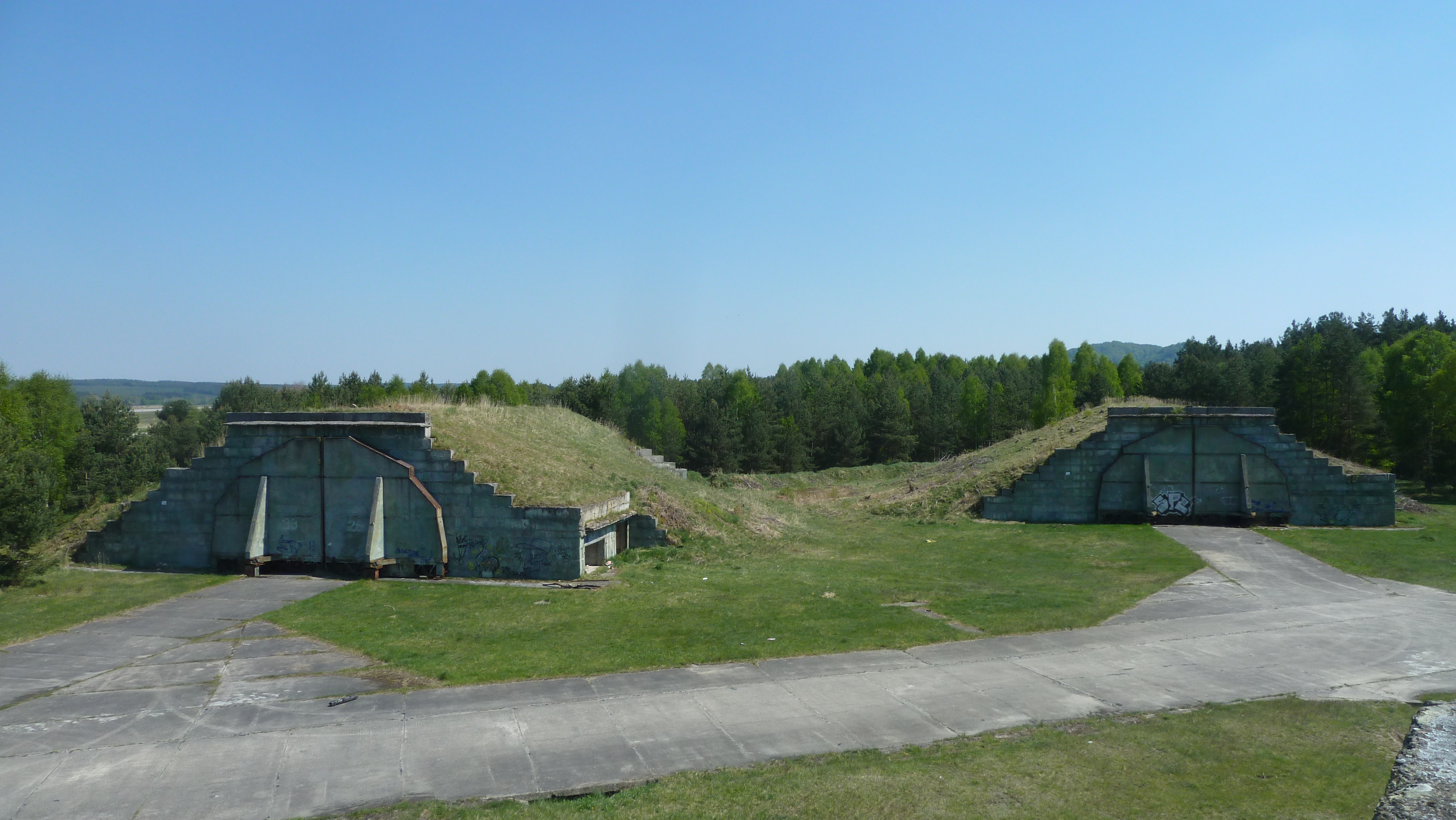
Pohled na letiště Hradčany

### Po roce 1945
Konec války s sebou přinesl odsun říšských a sudetských Němců z oblasti a osidlování novými obyvateli.
30. října 1946 rozhodla vláda o zřízení Vojenského výcvikového tábora Bezděz. Na počátku roku 1947 byla oblast vyklizena a obyvatelé vysídleni. Některé vesnice byly srovnány se zemí, jiné využity pro potřeby armády. Dalším vládním rozhodnutím ze dne 6.6.1950 byl ke dni 1. července 1950 na území vojenského tábora vyhlášen Vojenský újezd Ralsko. Dne 5.2.1952 rozhodla vláda se zpětnou platností k 1.2.1952 o dalším rozšíření území vojenského újezdu. Československá armáda v prostoru postavila různá zařízení pro výcvik vojsk: tankodromy, hluboké brody a tankové střelnice Židlov a Bělá. Dále také výzkumný polygon pro testování různých druhů munice, muniční sklady, garáže pro tahače jaderných hlavic a přísně tajné sklady jaderných hlavic. Na letišti prodělali částečně svůj výcvik i izraelští parašutisté v létě 1948.
Po invazi vojsk Varšavské smlouvy v roce 1968 prostor obsadila sovětská vojska (Střední skupina vojsk). Sověti v 80. letech zvětšili přistávací dráhu na letišti Hradčany na celkovou délku 2,7 km a šířku 90 m.

### Každodennost pobytu sovětských jednotek v Ralsku

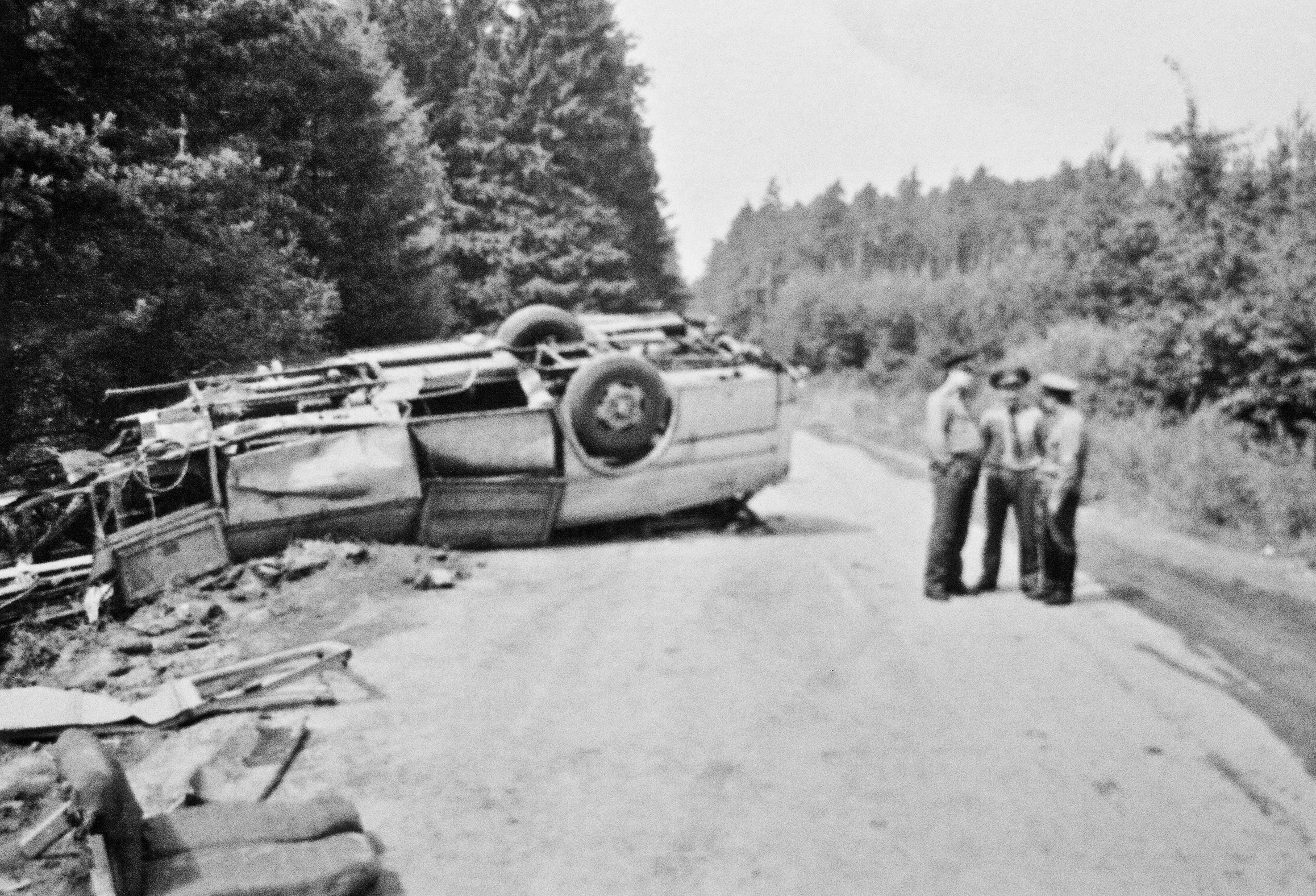
Nehoda autobusu KAROSA se sovětským tankem T-72 - 23. srpna 1985 (linka ČSAD Hradec Králové - Dobruška).

Vojenský prostor Ralsko s Hradčanským letištěm byl pro sovětská vojska důležitým strategickým bodem, proto ho začala obsazovat hned v ranních hodinách 21. srpna 1968. Během cesty do práce a celého dne obyvatelé prostoru a okolních obcí na silnicích potkávali tanky a jinou obrněnou techniku. Okupace vyvolala vlnu nenávisti, strhávaly se rudé hvězdy z místních národních výborů, lidé skládali partajní legitimace, ve městech se zakládaly protiokupační petice. Po počátečním odporu však došlo ke konsolidaci politické situace a čeští obyvatelé, už tak zvyklí na cvičení vojáků, se s pobytem sovětských jednotek začali smiřovat.
Příležitostí, kdy se obyvatelstvo mohlo potkat se sovětskými vojáky, bylo několik. Prostor nebyl plně uzavřen, pracovali v něm čeští lesníci, hasiči, zemědělci nebo elektrikáři. Do prostoru se mohli dostat i lidé bez povolení, například když chodili na houby nebo borůvky. Mimo prostor se lidé se sovětskými důstojníky nejčastěji potkávali při oficiálních akcích, jako byly například družby, oslavy výročí a manifestační průvody městy Mimoň, Mladá Boleslav nebo Mnichovo Hradiště. O rozvíjení oficiálních vztahů a vytváření pozitivního mediálního obrazu sovětské armády usilovala druhá nejmasovější organizace v tehdejším Československu – Svaz československo-sovětského přátelství. Na okrese Mladá Boleslav např. sdružoval v roce 1980 bezmála 15 000 obyvatel, zajišťoval besedy se zástupci družebních měst v SSSR a zájezdy členů do SSSR, spolupořádal festivaly sovětských filmů, cestovatelské přednášky, Leninovy večery, Večery družby nebo zájezdy do pražských divadel na hry ruských autorů. Navzdory této oficiální rovině byl nejčastějším neoficiálním druhem kontaktu vojáků s místními obyvateli černý obchod s vojenským vybavením. Zejména sovětští důstojníci byli úspěšní v budování klientelistických sítí.

### Po roce 1989
Po sametové revoluci byl vyjednán odsun sovětských vojsk a 30. května 1991 odjel z Mimoně poslední sovětský transport. Vláda ČSFR následně 5.9.1991 rozhodla o zrušení vojenského újezdu Ralsko ke dni 31.12.1991. Následně se prostor otevřel turistům, avšak také nekontrolovanému ničení různými vandaly.

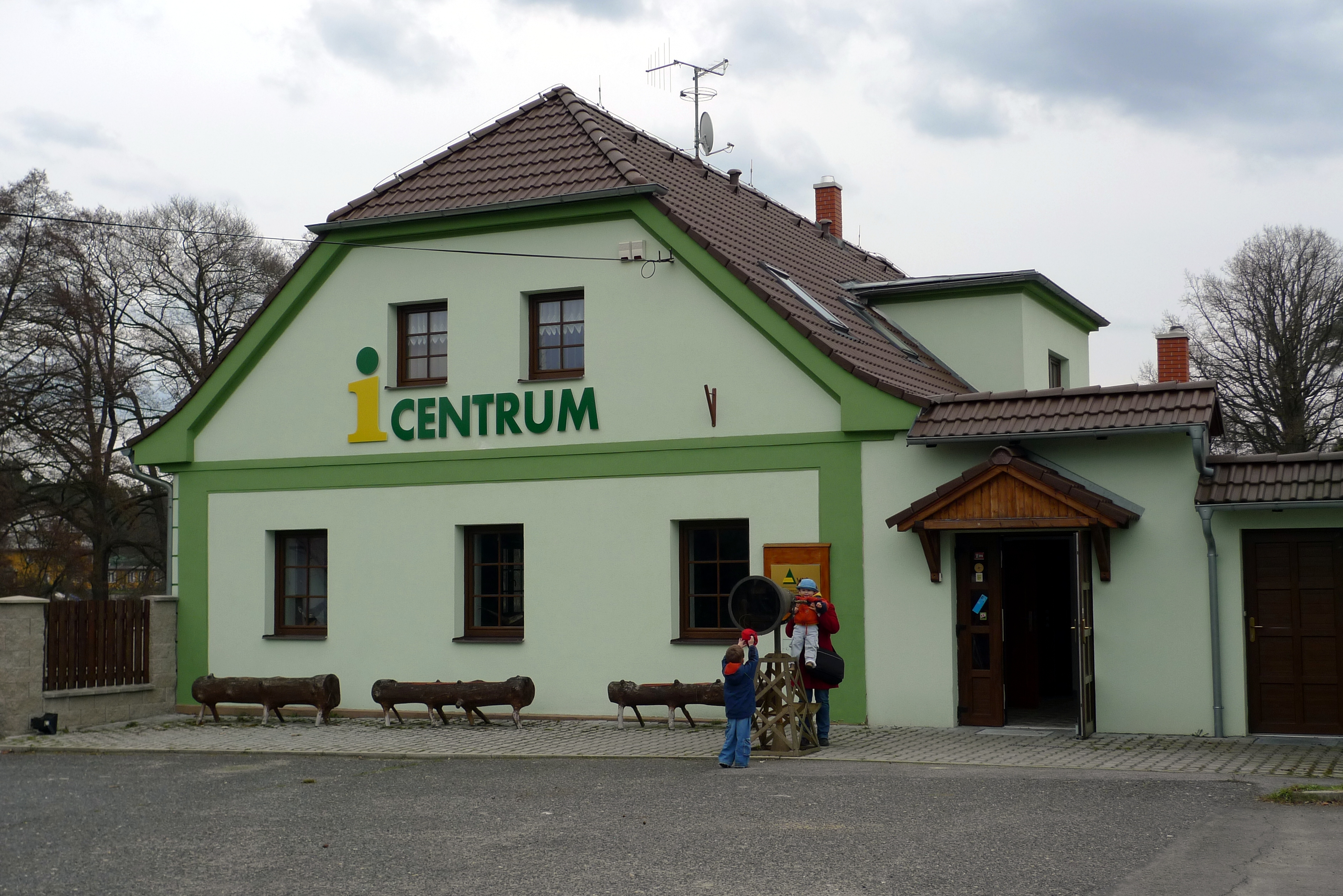
Infocentrum Vojenských lesů v Hradčanech

Vyčištění od nevybuchlé munice byl jedním z největší projektů armády k navrácení půdy a staveb veřejnosti po skončení druhé světové války. Během těchto více než 10 let pracovalo na tomto úkolu řádově set lidí každodenně v terénu s cílem odstraňovat nebezpečnou munici z plochy 8 600 ha. Na volných plochách do hloubky 50 cm, v lesním terénu do hloubky 30 cm. V roce 2004 armáda rychle ukončila financování vojenské pyrotechnické jednotky a tím skončila pyrotechnická asanace prováděná silami armády a policie a štafetu převzali čtyři pyrotechnici Vojenských lesů divize Mimoň.
Na velké ploše 40 ha v okolí střelnice Židlov byla zřízena a v roce 2000 oplocena Obora Židlov se vzácnými druhy zvěře. Státní podnik Vojenské lesy a statky převzal do své správy a započal s vytvářením značených turistických tras a naučných stezek. V obci Hradčany postavil své informační středisko a ve spolupráci s Klubem českých turistů odtud vyznačili v roce 2007 tři barevně odlišené okruhy pro pěší turisty.
Po roce 2000 zde firma Logika Ralsko začala přes nesouhlas některých obcí a kraje svou činnost (kácení, bourání) a oznámila i záměr zahájit těžbu písku a štěrkopísku.
Od roku 2018 se pod vedením poslance Jana Farského připravuje plán na místě vybudovat skautskou rezervaci.

## Topografie
Území je, s výjimkou sopečného kuželu Ralska (698 m, nejvyšší vrchol oblasti) a znělcových vrcholů Bezdězu a Malého Bezdězu (606 a 577 m, zřícenina hradu), téměř výlučně pískovcové. Na rozdíl od Českého ráje a Kokořínska zde nenalezneme rozsáhlá skalní města ani množství pískovcových věží, avšak oblast je mnohem rozsáhlejší.

### Povrch

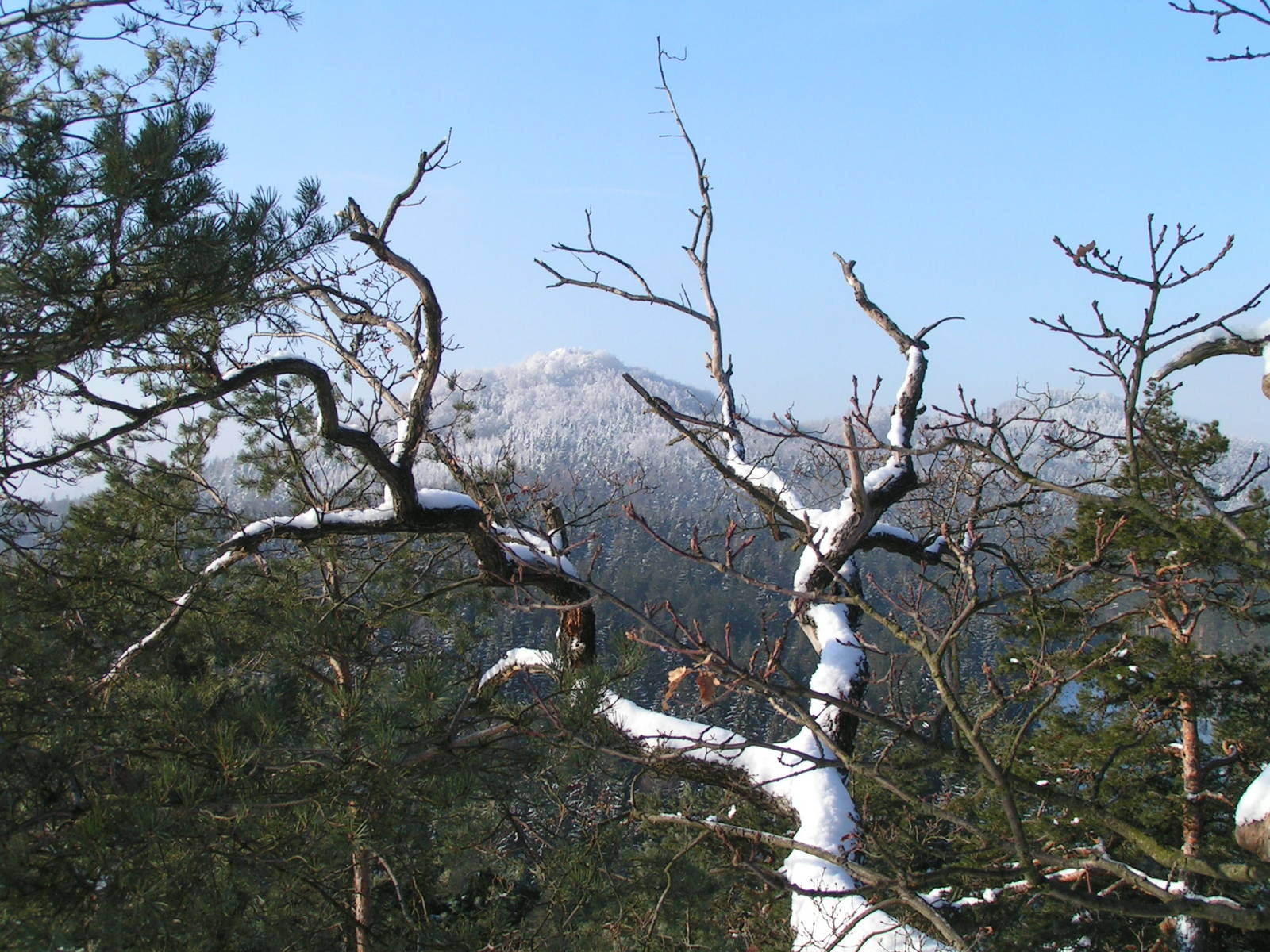
Velký Jelení vrch

Centrální část prostoru je mírně zvlněná, s širokými údolími a plochými vrcholy. Výrazně převyšuje okolí pouze souvrší Velká a Malá Buková (474 a 432 m) u Hradčan. Na severozápadě nad Mimoní vyčnívá čedičový kužel Ralska, který vznikl třetihorní sopečnou činností. Na jeho jižním svahu jsou Vranovské skály.
Při severním okraji je terén členitější a skalnatější. V okolí Hamru na Jezeře jsou výrazné čedičové hřbety Jelení vrchy, Kozí hřbet tvořený vulkanickou žílou v železitých pískovcích s dobývkami limonitu, vrchy Děvín a Hamerský Špičák se zříceninami, skalní amfiteátr Divadlo, stolová hora Široký kámen a 250 m široká svislá skalní stěna Dlouhý kámen.

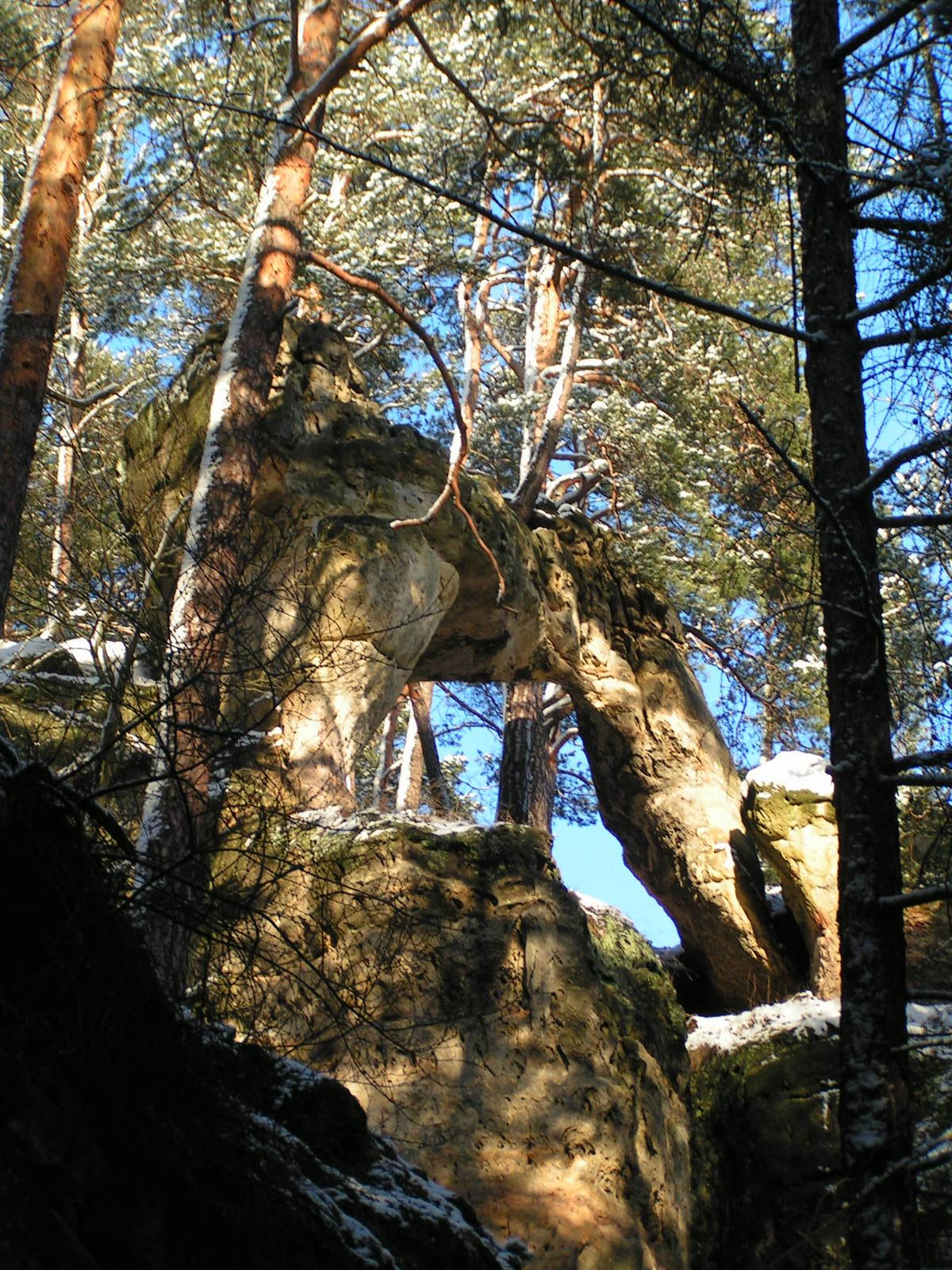
Skalní brána v Hradčanských stěnách

V nejzápadnější části se mezi Máchovým jezerem a Ploučnicí nachází pozoruhodná skalnatá oblast, někdy nazývaná Polomené hory, Kumerské pohoří, oficiálně však Hradčanská pahorkatina. Oblast je tvořená množstvím skalnatých roklí, nad kterými se tyčí dvojice vrchů Dub (458 m) a Pecopala (453 m). Část oblasti je zabrána oborou Velký Dub s chovem dančí a mufloní zvěře ve správě Vojenských lesů o rozloze 533 ha. Pozornost si zaslouží i Hradčanské stěny s řadou horolezeckých věží (Popelová věž, Panenská skála, Tvarožník, Lesní hlava aj.), skalní dutiny (Psí kostely) a čtyři metry široká Skalní brána.

### Vodstvo
Po severním okraji teče Ploučnice, která poblíž Novin pod Ralskem protéká pozoruhodnou přírodně-technickou pozoruhodností — Průrvou Ploučnice. Na jejím uměle vybudovaném náhonu Hamerská strouha leží Hamerský rybník, přímo na Ploučnici o něco níže u Stráže pod Ralskem Horecký rybník.
Po východním okraji prostoru protéká Zábrdka a v centrální části prostoru Ploužnický potok, na kterém se nachází několik rybníků. Dále je v západní části soustava Hradčanských rybníků a Břehyňský rybník. Jinak je prostor, až na několik dalších malých potoků na okrajích, suchou oblastí a prameny jsou zde velkou vzácností.

## Flora a fauna
Většina oblasti je pokryta hlubokými lesy, které si na mnoha místech zachovaly původní smíšený charakter se zastoupením buku, dubu, borovice a smrku. Dále jsou časté borové monokultury. Místa zasažená činností armády postupně zarůstají náletovými dřevinami s převahou břízy. Na původní lesy, skalní stěny i rašeliniště je vázáno množství specifických bylin.
V oborách žije mnoho vzácných druhů zvěře (viz výše) a na rybnících Břehyňském, Hradčanských a Černém vzácní ptáci orel mořský, jeřáb popelavý, pochop rákosní, bukač velký, čáp černý, vodouš kropenatý a další.

## Dopad vojenského prostoru na přírodu

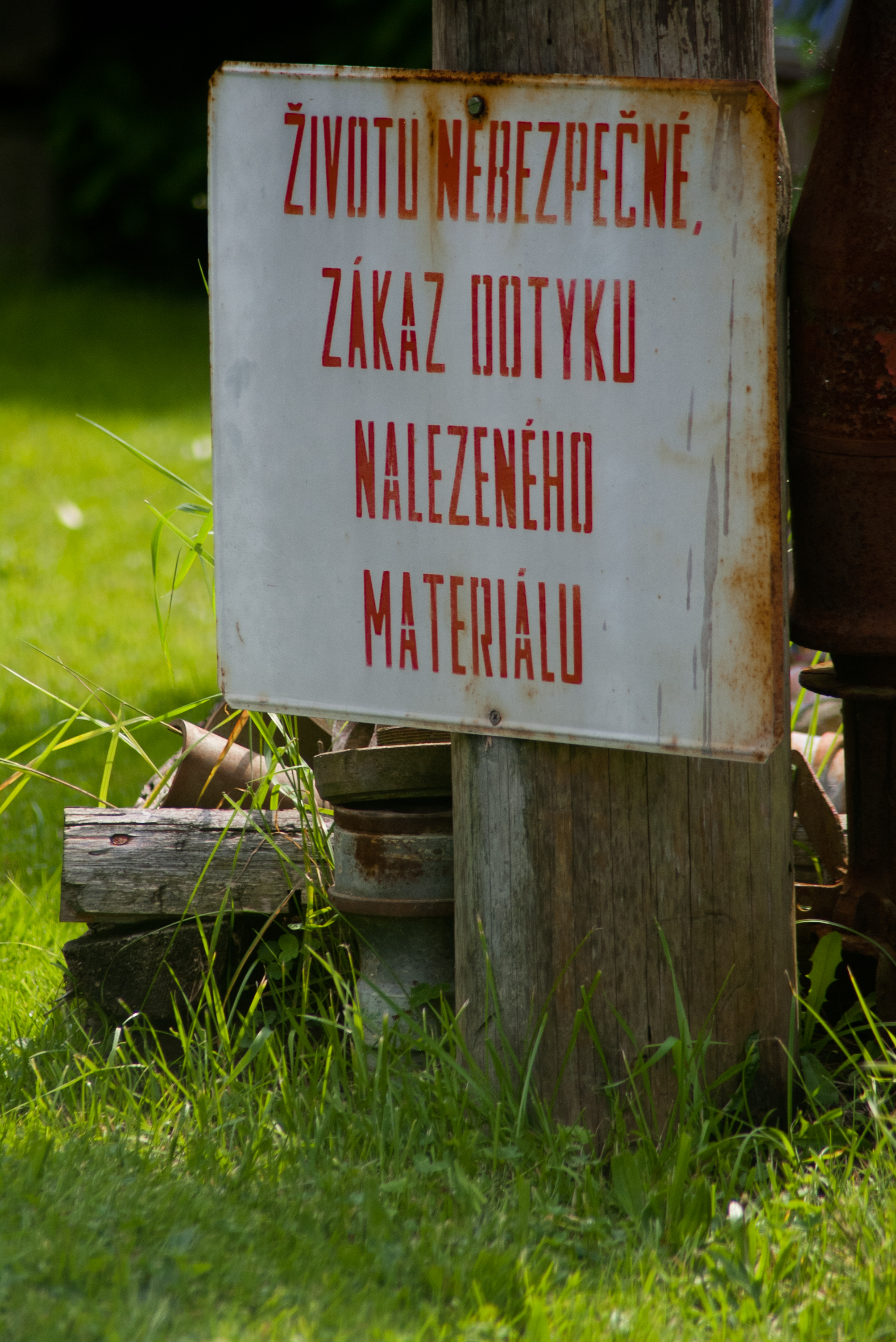
Výstražná tabulka

Rozsah devastací způsobených naší armádou většinou nepřekročil hranici ekologické únosnosti. Situace se rapidně zhoršila po příchodu sovětské armády. K nejhorší devastaci přírody docházelo v prostoru letiště Hradčany, kde se nacházely jedny z největších skladů pohonných hmot a mazadel na českém území. V nevyhovujících nádržích bylo skladováno přes 37 000 m³ leteckého petroleje, nafty a benzinu, dále oleje, raketové palivo, nemrznoucí směsi a různé chlorové látky. Následkem je silná kontaminace půdy (přes 485 000 m³ ropnými uhlovodíky) a podzemních vod (82 250 m³ ropou a těžkými kovy). Nyní probíhá asanace území, která v první fázi spočívala v čerpání a čištění spodní vody. Nyní již několik let probíhá v České republice nejrozsáhlejší asanace celé lokality metodou bioremediace in-situ.[zdroj⁠?!]
Dalším závažně poškozeným územím je šest rozsáhlých střelnic, kde se dodnes nachází množství munice téměř všech druhů a kmeny okolních stromů jsou plné železných střepin.
Před odchodem sovětské armády vznikl obrovský požár (vyhořelo přes 200 hektarů lesa) a Sověti zde zanechali velké množství černých skládek.

## Památky a kulturní zajímavosti

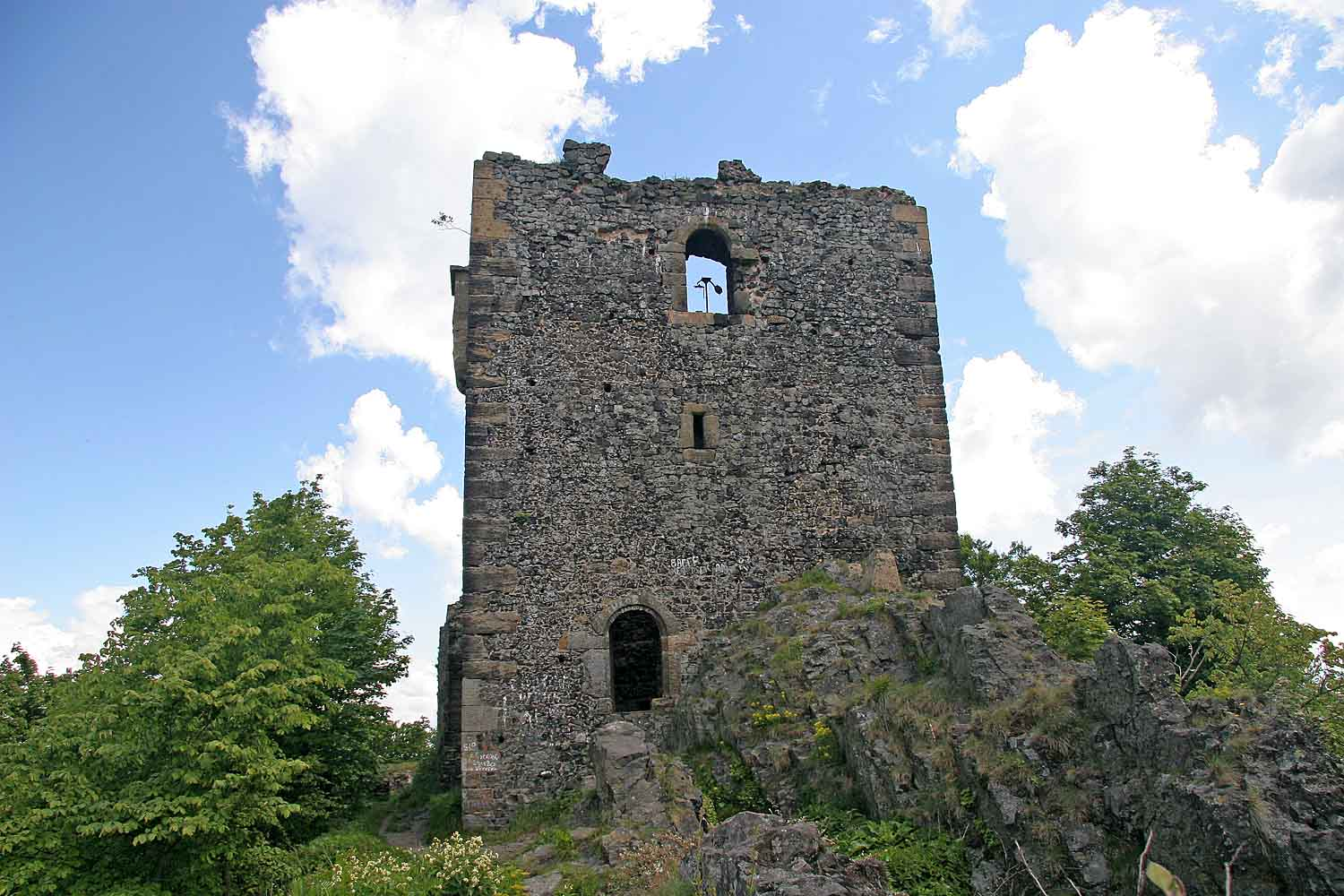
Někdejší obytná věž hradu Ralsko

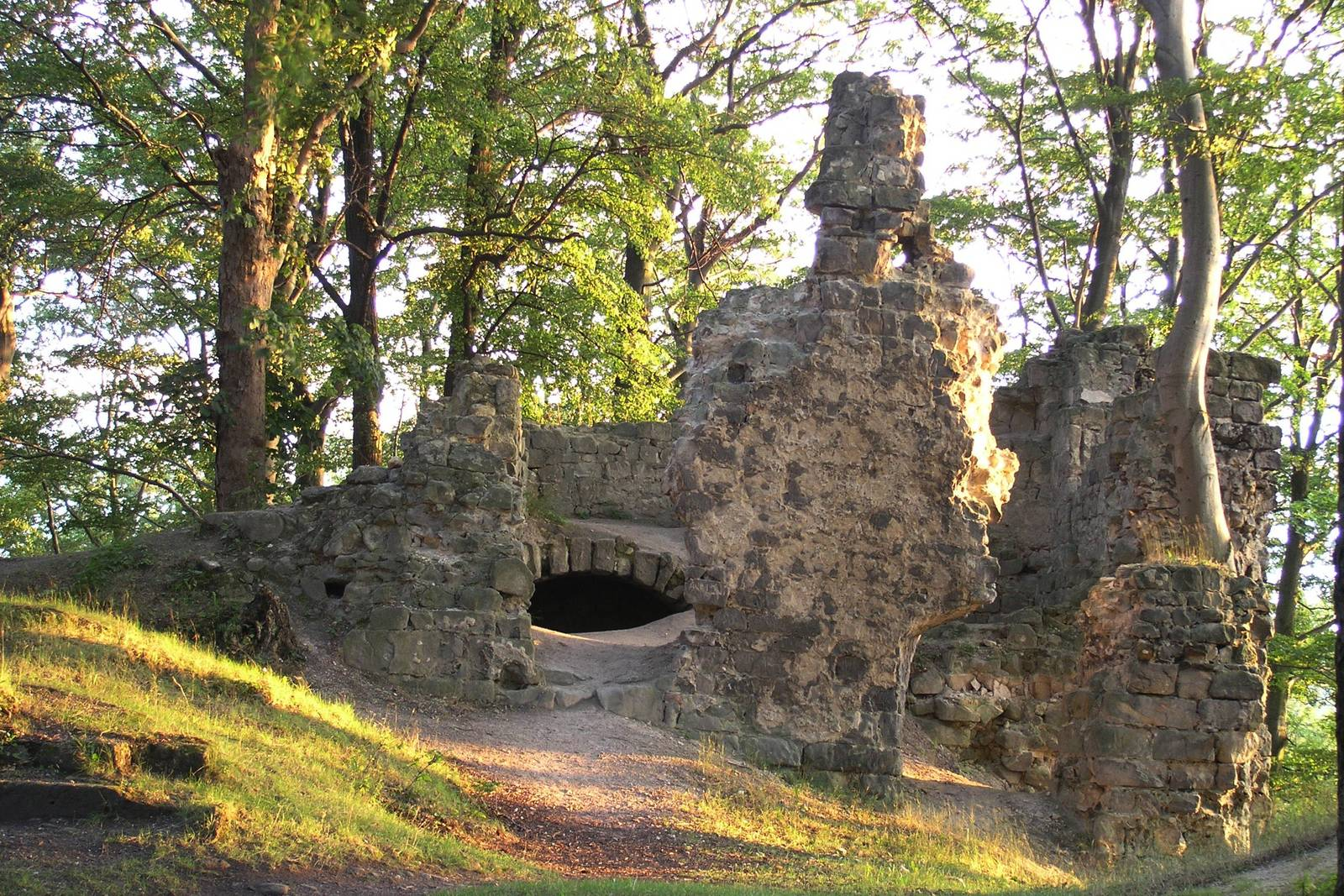
Zřícenina hradu Děvín

- Hrad Ralsko, na stejnojmenném kopci, byl založen ve 14. století Vartenberky, od 16. století pustýStohánek

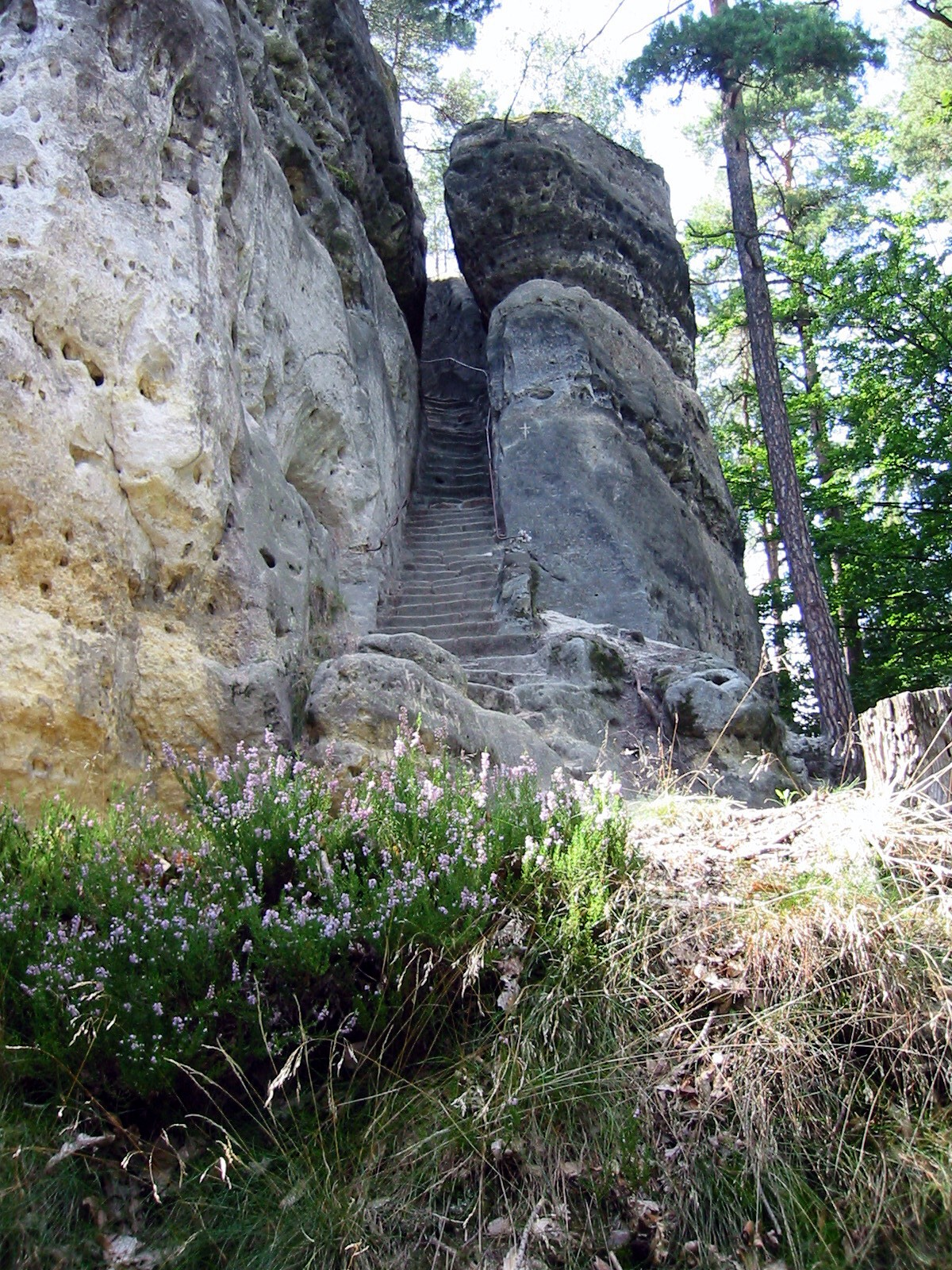
Stohánek

- Děvín, nad Hamrem na Jezeře, byl založen Přemyslem Otakarem II., 1645 dobyt a pobořen Švédy [9]
- Stohánek — hrádek na pískovcovém suku, existoval krátce v 15. století, později poustevny
- Křída — nepatrné zbytky hrádku ze 14. století nad údolím Zábrdky

### Další památky
- Zbyny a Zbynsko — nepatrné zbytky hradu, ve skále vytesané poustevny
- Šlapka — zřícenina Valdštejnské hájovny u obce Kuřívody.
- Bývalý lovecký zámeček Radechov u Dolní Krupé
- Eustachova kaple — od roku 1712 poustevna, později přestavěna na kapli, dnes silně poškozená; leží u Borečku poblíž Hradčan
- Hradový vrch, či Hrad na Dubovém vrchu — zříceniny hradu ze 14. století, poškozen sovětskými vojáky
- Sochorův pomník — věnován památce generálmajora Antonína Sochora, hrdiny z východní fronty za druhé světové války, který zde při autonehodě utrpěl smrtelná zranění [10]
- Králův stolec — mohutný pískovcový blok u Doks s vytesanou lavicí, na které podle pověsti rád sedával Karel IV.

### Zaniklé vsi
Z budov zbyly většinou jen základy a sklepy. Za pozornost stojí například Strážov, Okna a Horní Krupá.
Seznam obcí viz výše.

## Město Ralsko
Řada obcí na území bývalého vojenského prostoru se stala po roce 1990 součástí města Ralsko v okrese Česká Lípa.

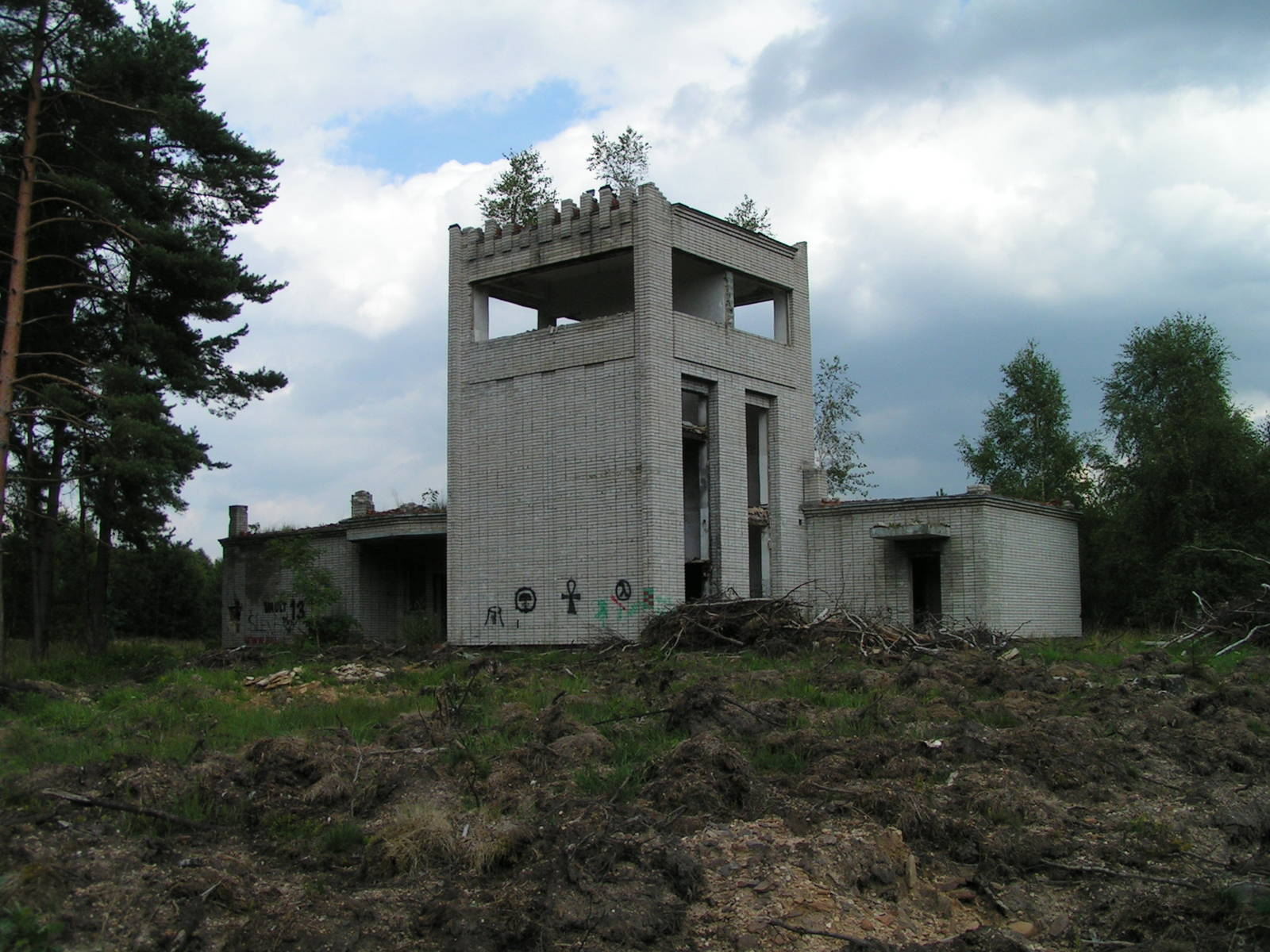
Sovětské budovy u Hradového vrchu

## Vojenské a průmyslové objekty
- Letiště Hradčany — zajímavé vojenské stavby, hangáry odolné bombardování (tzv. ÚLy), natáčel se zde například Tmavomodrý svět a Stalingrad
- Ruiny sovětských kasáren Nový Dvůr
- Budovy u Hradového vrchu

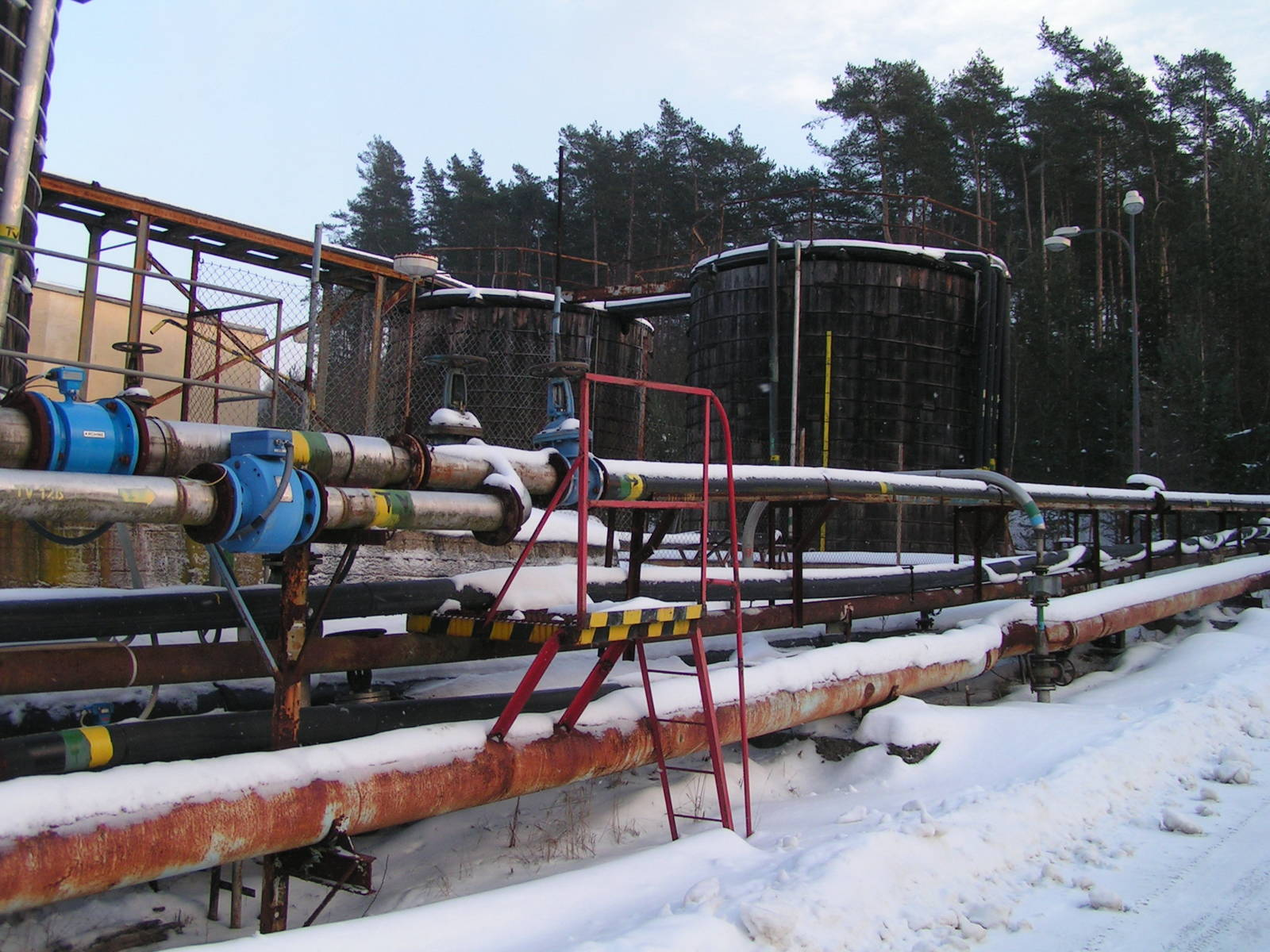
Zařízení na těžbu uranu

- Uranové doly u Stráže pod Ralskem, kde se uran těžil jednak klasicky ražbou a jednak chemicky. Při chemické těžbě se využívá příhodné střídání dobře a hůře rozpustných hornin v hydrologicky vymezené oblasti, kdy je do rozpustných vrstev čerpána kyselina sírová a na povrch je vyčerpávána směs, z níž lze uran oddělit.

## Přehled chráněných území přírody
Na území prostoru se nachází následující přírodní památky:
- Přírodní rezervace Ralsko
- Přírodní rezervace Vranovské skály
- Národní přírodní rezervace Břehyně-Pecopala
- Přírodní rezervace Hradčanské rybníky
- Přírodní památka Jelení vrchy
- Přírodní památka Stohánek
- Přírodní památka Rašeliniště Černého rybníka
- Přírodní památka Děvín a Ostrý
- Přírodní památka Široký kámen
- Divadlo (přírodní památka)